# Gant-Wevelgem 2022
La Gant-Wevelgem 2022 va ser la 84a edició de la clàssica belga Gant-Wevelgem. La cursa es disputà el 27 de març de 2022 sobre un recorregut de 249 km, amb sortida a Ieper i arribada a Wevelgem. La cursa formava part de l'UCI World Tour 2022, amb una categoria 1.UWT.
El vencedor final fou l'eritreu Biniam Girmay (Intermarché-Wanty-Gobert Matériaux), que s'imposà a l'esprint en un petit grup capdavanter. Completaren el podi Christophe Laporte (Team Jumbo-Visma) i Dries Van Gestel (Team TotalEnergies). La victòria de Girmay fou històrica, ja que era la primera vegada que un ciclista africà guanyava una cursa de categoria UCI World Tour.

## Equips
En la cursa hi havia inscrits 25 equips, els 18 equips UCI WorldTeams i set equips convidats de categoria UCI ProTeams.
| WorldTeams (18)- AG2R Citroën Team - Astana Qazaqstan Team - Bahrain Victorious - Bora-Hansgrohe - Cofidis - EF Education-EasyPost - Groupama-FDJ - Ineos Grenadiers - Intermarché-Wanty-Gobert Matériaux - Israel-Premier Tech - Jumbo-Visma - Lotto-Soudal - Movistar Team - Quick-Step Alpha Vinyl - BikeExchange-Jayco - Team DSM - Trek-Segafredo - UAE Team Emirates ProTeams (7)- Alpecin-Fenix - Bardiani-CSF-Faizanè - B&B Hotels-KTM - Bingoal Pauwels Sauces WB - Sport Vlaanderen-Baloise - TotalEnergies - Uno-X Pro Cycling Team |
| |

## Classificació final
| \| Classificació general \| Classificació general \| Classificació general \| Classificació general \| Classificació general \| \| Corredor \| Corredor \| Equip \| Temps \| \| \| --------------------- \| --------------------- \| ---------------------------------- \| --------------------- \| --------------------- \| \| 1r \| Biniam Girmay \| Intermarché-Wanty-Gobert Matériaux \| 5h 37' 57" \| \| \| 2n \| Christophe Laporte \| Jumbo-Visma \| + 0" \| \| \| 3r \| Dries Van Gestel \| TotalEnergies \| + 0" \| \| \| 4t \| Jasper Stuyven \| Trek-Segafredo \| + 0" \| \| \| 5è \| Søren Kragh Andersen \| Team DSM \| + 8" \| \| \| 6è \| Tim Merlier \| Alpecin-Fenix \| + 8" \| \| \| 7è \| Mads Pedersen \| Trek-Segafredo \| + 8" \| \| \| 8è \| Iván García Cortina \| Movistar Team \| + 8" \| \| \| 9è \| Matej Mohorič \| Bahrain Victorious \| + 8" \| \| \| 10è \| Arnaud Démare \| Groupama-FDJ \| + 8" \| \| |                      |                                    |            |
| |                      |                                    |            |
| Font: ProCyclingStats |                      |                                    |            |
| Classificació general |                      |                                    |            |
| Corredor | Corredor             | Equip                              | Temps      |
| 1r | Biniam Girmay        | Intermarché-Wanty-Gobert Matériaux | 5h 37' 57" |
| 2n | Christophe Laporte   | Jumbo-Visma                        | + 0"       |
| 3r | Dries Van Gestel     | TotalEnergies                      | + 0"       |
| 4t | Jasper Stuyven       | Trek-Segafredo                     | + 0"       |
| 5è | Søren Kragh Andersen | Team DSM                           | + 8"       |
| 6è | Tim Merlier          | Alpecin-Fenix                      | + 8"       |
| 7è | Mads Pedersen        | Trek-Segafredo                     | + 8"       |
| 8è | Iván García Cortina  | Movistar Team                      | + 8"       |
| 9è | Matej Mohorič        | Bahrain Victorious                 | + 8"       |
| 10è | Arnaud Démare        | Groupama-FDJ                       | + 8"       |

## Llista de participants
| Jumbo-Visma TJV | Jumbo-Visma TJV            | Jumbo-Visma TJV |
| --------------- | -------------------------- | --------------- |
| Núm             | Ciclista                   | Pos             |
| 1               | Wout van Aert (BEL) (ruta) | 12è             |
| 2               | Tiesj Benoot (BEL)         | 34è             |
| 3               | Christophe Laporte (FRA)   | 2n              |
| 4               | Edoardo Affini (ITA)       | DNF             |
| 5               | Mike Teunissen (NED)       | 51è             |
| 6               | Timo Roosen (NED) (ruta)   | DNF             |
| 7               | Nathan Van Hooydonck (BEL) | 62è             |

| Quick-Step Alpha Vinyl QST | Quick-Step Alpha Vinyl QST | Quick-Step Alpha Vinyl QST |
| -------------------------- | -------------------------- | -------------------------- |
| Núm                        | Ciclista                   | Pos                        |
| 11                         | Iljo Keisse (BEL)          | DNF                        |
| 12                         | Fabio Jakobsen (NED)       | 68è                        |
| 13                         | Kasper Asgreen (DEN)       | 32è                        |
| 14                         | Davide Ballerini (ITA)     | DNF                        |
| 15                         | Yves Lampaert (BEL)        | 39è                        |
| 16                         | Florian Sénéchal (FRA)     | DNF                        |
| 17                         | Bert Van Lerberghe (BEL)   | 64è                        |

| Lotto-Soudal LTS | Lotto-Soudal LTS         | Lotto-Soudal LTS |
| ---------------- | ------------------------ | ---------------- |
| Núm              | Ciclista                 | Pos              |
| 21               | Victor Campenaerts (BEL) | 33è              |
| 22               | Brent Van Moer (BEL)     | DNF              |
| 23               | Jasper De Buyst (BEL)    | DNF              |
| 24               | Arnaud De Lie (BEL)      | 48è              |
| 25               | Florian Vermeersch (BEL) | 19è              |
| 26               | Frederik Frison (BEL)    | 37è              |
| 27               | Cedric Beullens (BEL)    | 31è              |

| Intermarché-Wanty-Gobert Matériaux IWG | Intermarché-Wanty-Gobert Matériaux IWG | Intermarché-Wanty-Gobert Matériaux IWG |
| -------------------------------------- | -------------------------------------- | -------------------------------------- |
| Núm                                    | Ciclista                               | Pos                                    |
| 31                                     | Alexander Kristoff (NOR)               | 11è                                    |
| 32                                     | Aimé De Gendt (BEL)                    | 52è                                    |
| 33                                     | Kévin Van Melsen (BEL)                 | DNF                                    |
| 34                                     | Andrea Pasqualon (ITA)                 | 14è                                    |
| 35                                     | Adrien Petit (FRA)                     | 38è                                    |
| 36                                     | Biniam Girmay (ERI)                    | 1r                                     |
| 37                                     | Taco van der Hoorn (NED)               | DNF                                    |

| AG2R Citroën Team ACT | AG2R Citroën Team ACT   | AG2R Citroën Team ACT |
| --------------------- | ----------------------- | --------------------- |
| Núm                   | Ciclista                | Pos                   |
| 41                    | Greg Van Avermaet (BEL) | 17è                   |
| 42                    | Oliver Naesen (BEL)     | 59è                   |
| 43                    | Stan Dewulf (BEL)       | 60è                   |
| 44                    | Antoine Raugel (FRA)    | 85è                   |
| 45                    | Michael Schär (SUI)     | 98è                   |
| 46                    | Damien Touzé (FRA)      | 66è                   |
| 47                    | Gijs Van Hoecke (BEL)   | 91è                   |

| Astana Qazaqstan Team AST | Astana Qazaqstan Team AST | Astana Qazaqstan Team AST |
| ------------------------- | ------------------------- | ------------------------- |
| Núm                       | Ciclista                  | Pos                       |
| 51                        | Leonardo Basso (ITA)      | DNF                       |
| 52                        | Manuele Boaro (ITA)       | 89è                       |
| 53                        | Michele Gazzoli (ITA)     | DNF                       |
| 54                        | Fabio Felline (ITA)       | DNF                       |
| 55                        | Gianni Moscon (ITA)       | DNF                       |
| 56                        | Davide Martinelli (ITA)   | DNF                       |
| 57                        | Artiom Zakhàrov (KAZ)     | DNF                       |

| Bahrain Victorious TBV | Bahrain Victorious TBV     | Bahrain Victorious TBV |
| ---------------------- | -------------------------- | ---------------------- |
| Núm                    | Ciclista                   | Pos                    |
| 61                     | Heinrich Haussler (AUS)    | 50è                    |
| 62                     | Kamil Gradek (POL)         | DNF                    |
| 63                     | Filip Maciejuk (POL)       | 87è                    |
| 64                     | Yukiya Arashiro (JPN)      | 78è                    |
| 65                     | Matej Mohorič (SLO) (ruta) |                        |
| 66                     | Fred Wright (GBR)          | 45è                    |
| 67                     | Jasha Sütterlin (GER)      | 47è                    |

| Bora-Hansgrohe BOH | Bora-Hansgrohe BOH       | Bora-Hansgrohe BOH |
| ------------------ | ------------------------ | ------------------ |
| Núm                | Ciclista                 | Pos                |
| 71                 | Sam Bennett (IRL)        | 106è               |
| 72                 | Jordi Meeus (BEL)        | DNF                |
| 73                 | Marco Haller (AUT)       | 81è                |
| 74                 | Jonas Koch (GER)         | 22è                |
| 75                 | Ryan Mullen (IRL) (ruta) | DNF                |
| 76                 | Nils Politt (GER)        | 79è                |
| 77                 | Danny van Poppel (NED)   | DNF                |

| Cofidis COF | Cofidis COF             | Cofidis COF |
| ----------- | ----------------------- | ----------- |
| Núm         | Ciclista                | Pos         |
| 81          | Piet Allegaert (BEL)    | 20è         |
| 82          | Tom Bohli (SUI)         | DNF         |
| 83          | André Carvalho (POR)    | 101è        |
| 84          | Simone Consonni (ITA)   | 24è         |
| 85          | Wesley Kreder (NED)     | 76è         |
| 86          | Kenneth Vanbilsen (BEL) | DNF         |
| 87          | Jelle Wallays (BEL)     | 95è         |

| EF Education-EasyPost EFE | EF Education-EasyPost EFE      | EF Education-EasyPost EFE |
| ------------------------- | ------------------------------ | ------------------------- |
| Núm                       | Ciclista                       | Pos                       |
| 91                        | Jens Keukeleire (BEL)          | DNF                       |
| 92                        | Stefan Bissegger (SUI)         | 96è                       |
| 93                        | Marijn van den Berg (NED)      | 23è                       |
| 94                        | Michael Valgren Andersen (DEN) | 35è                       |
| 95                        | Sebastian Langeveld (NED)      | 97è                       |
| 96                        | Jonas Rutsch (GER)             | 90è                       |
| 97                        | Thomas Scully (NZL)            | 58è                       |

| Groupama-FDJ GFC | Groupama-FDJ GFC           | Groupama-FDJ GFC |
| ---------------- | -------------------------- | ---------------- |
| Núm              | Ciclista                   | Pos              |
| 101              | Stefan Küng (SUI)          | 36è              |
| 102              | Lewis Askey (GBR)          | DNF              |
| 103              | Kevin Geniets (LUX) (ruta) | 65è              |
| 104              | Olivier Le Gac (FRA)       | 42è              |
| 105              | Fabian Lienhard (SUI)      | 84è              |
| 106              | Tobias Ludvigsson (SWE)    | 72è              |
| 107              | Arnaud Démare (FRA)        | 10è              |

| Ineos Grenadiers IGD | Ineos Grenadiers IGD         | Ineos Grenadiers IGD |
| -------------------- | ---------------------------- | -------------------- |
| Núm                  | Ciclista                     | Pos                  |
| 111                  | Dylan van Baarle (NED)       | 41è                  |
| 112                  | Jhonatan Narváez Prado (ECU) | DNF                  |
| 113                  | Luke Rowe (GBR)              | DNF                  |
| 114                  | Elia Viviani (ITA)           | 69è                  |
| 115                  | Ben Swift (GBR) (ruta)       | DNF                  |
| 116                  | Ben Turner (GBR)             | 28è                  |
| 117                  | Thomas Pidcock (GBR)         | 67è                  |

| Israel-Premier Tech IPT | Israel-Premier Tech IPT | Israel-Premier Tech IPT |
| ----------------------- | ----------------------- | ----------------------- |
| Núm                     | Ciclista                | Pos                     |
| 121                     | Sep Vanmarcke (BEL)     | 77è                     |
| 122                     | Hugo Houle (CAN)        | 55è                     |
| 123                     | Jenthe Biermans (BEL)   | DNF                     |
| 124                     | Matthias Brändle (AUT)  | DNF                     |
| 125                     | Itamar Einhorn (ISR)    | DNF                     |
| 126                     | Tom Van Asbroeck (BEL)  | NP                      |
| 127                     | Taj Jones (AUS)         | DNF                     |

| Movistar Team MOV | Movistar Team MOV                 | Movistar Team MOV |
| ----------------- | --------------------------------- | ----------------- |
| Núm               | Ciclista                          | Pos               |
| 131               | Alexander Aranburu Deba (ESP)     | 25è               |
| 132               | Iñigo Elosegui (ESP)              | DNF               |
| 133               | Imanol Erviti Ollo (ESP)          | 75è               |
| 134               | Iván García Cortina (ESP)         | 8è                |
| 135               | Mathias Norsgaard Jørgensen (DEN) | DNF               |
| 136               | Johan Jacobs (SUI)                | 44è               |
| 137               | Max Kanter (GER)                  | 43è               |

| BikeExchange-Jayco BEX | BikeExchange-Jayco BEX    | BikeExchange-Jayco BEX |
| ---------------------- | ------------------------- | ---------------------- |
| Núm                    | Ciclista                  | Pos                    |
| 141                    | Dylan Groenewegen (NED)   | DNF                    |
| 142                    | Sam Bewley (NZL)          | DNF                    |
| 143                    | Alexander Edmondson (AUS) | DNF                    |
| 144                    | Luke Durbridge (AUS)      | DNF                    |
| 145                    | Kelland O'Brien (AUS)     | DNF                    |
| 146                    | Alexander Konychev (ITA)  | 88è                    |
| 147                    | Luka Mezgec (SLO)         | 13è                    |

| Team DSM DSM | Team DSM DSM               | Team DSM DSM |
| ------------ | -------------------------- | ------------ |
| Núm          | Ciclista                   | Pos          |
| 151          | John Degenkolb (GER)       | 27è          |
| 152          | Niklas Märkl (GER)         | 82è          |
| 153          | Cees Bol (NED)             | DNF          |
| 154          | Kevin Vermaerke (USA)      | DNF          |
| 155          | Leon Heinschke (GER)       | DNF          |
| 156          | Nikias Arndt (GER)         | 82è          |
| 157          | Søren Kragh Andersen (DEN) | 5è           |

| Trek-Segafredo TFS | Trek-Segafredo TFS   | Trek-Segafredo TFS |
| ------------------ | -------------------- | ------------------ |
| Núm                | Ciclista             | Pos                |
| 161                | Jasper Stuyven (BEL) | 4t                 |
| 162                | Daan Hoole (NED)     | 99è                |
| 163                | Alex Kirsch (LUX)    | 40è                |
| 164                | Mads Pedersen (DEN)  | 7è                 |
| 165                | Quinn Simmons (USA)  | DNF                |
| 166                | Edward Theuns (BEL)  | 61è                |
| 167                | Otto Vergaerde (BEL) | 100è               |

| UAE Team Emirates UAD | UAE Team Emirates UAD                 | UAE Team Emirates UAD |
| --------------------- | ------------------------------------- | --------------------- |
| Núm                   | Ciclista                              | Pos                   |
| 171                   | Pascal Ackermann (GER)                | DNF                   |
| 172                   | Matteo Trentin (ITA)                  | 70è                   |
| 173                   | Mikkel Bjerg (DEN)                    | NP                    |
| 175                   | Maximiliano Richeze Araquistain (ARG) | DNF                   |
| 176                   | Oliviero Troia (ITA)                  | DNF                   |
| 177                   | Rui Oliveira (POR)                    | 56è                   |

| Alpecin-Fenix AFC | Alpecin-Fenix AFC              | Alpecin-Fenix AFC |
| ----------------- | ------------------------------ | ----------------- |
| Núm               | Ciclista                       | Pos               |
| 181               | Tim Merlier (BEL)              | 6è                |
| 182               | Jasper Philipsen (BEL)         | 21è               |
| 183               | Maurice Ballerstedt (GER)      | DNF               |
| 184               | Jonas Rickaert (BEL)           | DNF               |
| 185               | Guillaume Van Keirsbulck (BEL) | DNF               |
| 186               | Gianni Vermeersch (BEL)        | 46è               |
| 187               | Silvan Dillier (SUI) (ruta)    | 57è               |

| TotalEnergies TEN | TotalEnergies TEN          | TotalEnergies TEN |
| ----------------- | -------------------------- | ----------------- |
| Núm               | Ciclista                   | Pos               |
| 191               | Peter Sagan (SVK) (ruta)   | DNF               |
| 192               | Edvald Boasson Hagen (NOR) | 92è               |
| 193               | Maciej Bodnar (POL)        | 104è              |
| 194               | Daniel Oss (ITA)           | DNF               |
| 195               | Niki Terpstra (NED)        | 71è               |
| 196               | Anthony Turgis (FRA)       | 26è               |
| 197               | Dries Van Gestel (BEL)     | 3r                |

| B&B Hotels-KTM BBK | B&B Hotels-KTM BBK     | B&B Hotels-KTM BBK |
| ------------------ | ---------------------- | ------------------ |
| Núm                | Ciclista               | Pos                |
| 201                | Jens Debusschere (BEL) |                    |
| 202                | Pierre Barbier (FRA)   | 83è                |
| 203                | Quentin Jauregui (FRA) | DNF                |
| 204                | Cyril Lemoine (FRA)    | DNF                |
| 205                | Julien Morice (FRA)    | 94è                |
| 206                | Luca Mozzato (ITA)     | 74è                |
| 207                | Jordi Warlop (BEL)     | DNF                |

| Bardiani CSF Faizanè BCF | Bardiani CSF Faizanè BCF | Bardiani CSF Faizanè BCF |
| ------------------------ | ------------------------ | ------------------------ |
| Núm                      | Ciclista                 | Pos                      |
| 211                      | Luca Colnaghi (ITA)      | DNF                      |
| 212                      | Filippo Fiorelli (ITA)   | 73è                      |
| 213                      | Enrico Battaglin (ITA)   | DNF                      |
| 214                      | Sacha Modolo (ITA)       | 102è                     |
| 215                      | Alessandro Tonelli (ITA) | DNF                      |
| 216                      | Enrico Zanoncello (ITA)  | DNF                      |
| 217                      | Samuele Zoccarato (ITA)  | DNF                      |

| Bingoal Pauwels Sauces WB BWB | Bingoal Pauwels Sauces WB BWB | Bingoal Pauwels Sauces WB BWB |
| ----------------------------- | ----------------------------- | ----------------------------- |
| Núm                           | Ciclista                      | Pos                           |
| 221                           | Timothy Dupont (BEL)          | DNF                           |
| 222                           | Stanisław Aniołkowski (POL)   | 63è                           |
| 223                           | Arjen Livyns (BEL)            | 18è                           |
| 224                           | Mathijs Paasschens (NED)      | 105è                          |
| 225                           | Ludovic Robeet (BEL)          | DNF                           |
| 226                           | Dimitri Peyskens (BEL)        | DNF                           |
| 227                           | Laurenz Rex (BEL)             | 16è                           |

| Sport Vlaanderen-Baloise SVB | Sport Vlaanderen-Baloise SVB | Sport Vlaanderen-Baloise SVB |
| ---------------------------- | ---------------------------- | ---------------------------- |
| Núm                          | Ciclista                     | Pos                          |
| 231                          | Lindsay De Vylder (BEL)      | 54è                          |
| 232                          | Vito Braet (BEL)             | 103è                         |
| 233                          | Alex Colman (BEL)            | DNF                          |
| 234                          | Robbe Ghys (BEL)             | 15è                          |
| 235                          | Arne Marit (BEL)             | 80è                          |
| 236                          | Milan Fretin (BEL)           | DNF                          |
| 237                          | Kenneth Van Rooy (BEL)       | 53è                          |

| Uno-X Pro Cycling Team UXT | Uno-X Pro Cycling Team UXT   | Uno-X Pro Cycling Team UXT |
| -------------------------- | ---------------------------- | -------------------------- |
| Núm                        | Ciclista                     | Pos                        |
| 241                        | Kristoffer Halvorsen (NOR)   | 86è                        |
| 242                        | Lasse Norman Hansen (DEN)    | DNF                        |
| 243                        | Erik Nordsæter Resell (NOR)  | DNF                        |
| 244                        | Lars Saugstad (NOR)          | 93è                        |
| 245                        | Anders Skaarseth (NOR)       | 29è                        |
| 246                        | Rasmus Tiller (NOR)          | 30è                        |
| 247                        | Martin Bugge Urianstad (NOR) | DNF                        |

| Jumbo-Visma TJV | Jumbo-Visma TJV            | Jumbo-Visma TJV |
| --------------- | -------------------------- | --------------- |
| Núm             | Ciclista                   | Pos             |
| 1               | Wout van Aert (BEL) (ruta) | 12è             |
| 2               | Tiesj Benoot (BEL)         | 34è             |
| 3               | Christophe Laporte (FRA)   | 2n              |
| 4               | Edoardo Affini (ITA)       | DNF             |
| 5               | Mike Teunissen (NED)       | 51è             |
| 6               | Timo Roosen (NED) (ruta)   | DNF             |
| 7               | Nathan Van Hooydonck (BEL) | 62è             |

| Quick-Step Alpha Vinyl QST | Quick-Step Alpha Vinyl QST | Quick-Step Alpha Vinyl QST |
| -------------------------- | -------------------------- | -------------------------- |
| Núm                        | Ciclista                   | Pos                        |
| 11                         | Iljo Keisse (BEL)          | DNF                        |
| 12                         | Fabio Jakobsen (NED)       | 68è                        |
| 13                         | Kasper Asgreen (DEN)       | 32è                        |
| 14                         | Davide Ballerini (ITA)     | DNF                        |
| 15                         | Yves Lampaert (BEL)        | 39è                        |
| 16                         | Florian Sénéchal (FRA)     | DNF                        |
| 17                         | Bert Van Lerberghe (BEL)   | 64è                        |

| Lotto-Soudal LTS | Lotto-Soudal LTS         | Lotto-Soudal LTS |
| ---------------- | ------------------------ | ---------------- |
| Núm              | Ciclista                 | Pos              |
| 21               | Victor Campenaerts (BEL) | 33è              |
| 22               | Brent Van Moer (BEL)     | DNF              |
| 23               | Jasper De Buyst (BEL)    | DNF              |
| 24               | Arnaud De Lie (BEL)      | 48è              |
| 25               | Florian Vermeersch (BEL) | 19è              |
| 26               | Frederik Frison (BEL)    | 37è              |
| 27               | Cedric Beullens (BEL)    | 31è              |

| Intermarché-Wanty-Gobert Matériaux IWG | Intermarché-Wanty-Gobert Matériaux IWG | Intermarché-Wanty-Gobert Matériaux IWG |
| -------------------------------------- | -------------------------------------- | -------------------------------------- |
| Núm                                    | Ciclista                               | Pos                                    |
| 31                                     | Alexander Kristoff (NOR)               | 11è                                    |
| 32                                     | Aimé De Gendt (BEL)                    | 52è                                    |
| 33                                     | Kévin Van Melsen (BEL)                 | DNF                                    |
| 34                                     | Andrea Pasqualon (ITA)                 | 14è                                    |
| 35                                     | Adrien Petit (FRA)                     | 38è                                    |
| 36                                     | Biniam Girmay (ERI)                    | 1r                                     |
| 37                                     | Taco van der Hoorn (NED)               | DNF                                    |

| AG2R Citroën Team ACT | AG2R Citroën Team ACT   | AG2R Citroën Team ACT |
| --------------------- | ----------------------- | --------------------- |
| Núm                   | Ciclista                | Pos                   |
| 41                    | Greg Van Avermaet (BEL) | 17è                   |
| 42                    | Oliver Naesen (BEL)     | 59è                   |
| 43                    | Stan Dewulf (BEL)       | 60è                   |
| 44                    | Antoine Raugel (FRA)    | 85è                   |
| 45                    | Michael Schär (SUI)     | 98è                   |
| 46                    | Damien Touzé (FRA)      | 66è                   |
| 47                    | Gijs Van Hoecke (BEL)   | 91è                   |

| Astana Qazaqstan Team AST | Astana Qazaqstan Team AST | Astana Qazaqstan Team AST |
| ------------------------- | ------------------------- | ------------------------- |
| Núm                       | Ciclista                  | Pos                       |
| 51                        | Leonardo Basso (ITA)      | DNF                       |
| 52                        | Manuele Boaro (ITA)       | 89è                       |
| 53                        | Michele Gazzoli (ITA)     | DNF                       |
| 54                        | Fabio Felline (ITA)       | DNF                       |
| 55                        | Gianni Moscon (ITA)       | DNF                       |
| 56                        | Davide Martinelli (ITA)   | DNF                       |
| 57                        | Artiom Zakhàrov (KAZ)     | DNF                       |

| Bahrain Victorious TBV | Bahrain Victorious TBV     | Bahrain Victorious TBV |
| ---------------------- | -------------------------- | ---------------------- |
| Núm                    | Ciclista                   | Pos                    |
| 61                     | Heinrich Haussler (AUS)    | 50è                    |
| 62                     | Kamil Gradek (POL)         | DNF                    |
| 63                     | Filip Maciejuk (POL)       | 87è                    |
| 64                     | Yukiya Arashiro (JPN)      | 78è                    |
| 65                     | Matej Mohorič (SLO) (ruta) |                        |
| 66                     | Fred Wright (GBR)          | 45è                    |
| 67                     | Jasha Sütterlin (GER)      | 47è                    |

| Bora-Hansgrohe BOH | Bora-Hansgrohe BOH       | Bora-Hansgrohe BOH |
| ------------------ | ------------------------ | ------------------ |
| Núm                | Ciclista                 | Pos                |
| 71                 | Sam Bennett (IRL)        | 106è               |
| 72                 | Jordi Meeus (BEL)        | DNF                |
| 73                 | Marco Haller (AUT)       | 81è                |
| 74                 | Jonas Koch (GER)         | 22è                |
| 75                 | Ryan Mullen (IRL) (ruta) | DNF                |
| 76                 | Nils Politt (GER)        | 79è                |
| 77                 | Danny van Poppel (NED)   | DNF                |

| Cofidis COF | Cofidis COF             | Cofidis COF |
| ----------- | ----------------------- | ----------- |
| Núm         | Ciclista                | Pos         |
| 81          | Piet Allegaert (BEL)    | 20è         |
| 82          | Tom Bohli (SUI)         | DNF         |
| 83          | André Carvalho (POR)    | 101è        |
| 84          | Simone Consonni (ITA)   | 24è         |
| 85          | Wesley Kreder (NED)     | 76è         |
| 86          | Kenneth Vanbilsen (BEL) | DNF         |
| 87          | Jelle Wallays (BEL)     | 95è         |

| EF Education-EasyPost EFE | EF Education-EasyPost EFE      | EF Education-EasyPost EFE |
| ------------------------- | ------------------------------ | ------------------------- |
| Núm                       | Ciclista                       | Pos                       |
| 91                        | Jens Keukeleire (BEL)          | DNF                       |
| 92                        | Stefan Bissegger (SUI)         | 96è                       |
| 93                        | Marijn van den Berg (NED)      | 23è                       |
| 94                        | Michael Valgren Andersen (DEN) | 35è                       |
| 95                        | Sebastian Langeveld (NED)      | 97è                       |
| 96                        | Jonas Rutsch (GER)             | 90è                       |
| 97                        | Thomas Scully (NZL)            | 58è                       |

| Groupama-FDJ GFC | Groupama-FDJ GFC           | Groupama-FDJ GFC |
| ---------------- | -------------------------- | ---------------- |
| Núm              | Ciclista                   | Pos              |
| 101              | Stefan Küng (SUI)          | 36è              |
| 102              | Lewis Askey (GBR)          | DNF              |
| 103              | Kevin Geniets (LUX) (ruta) | 65è              |
| 104              | Olivier Le Gac (FRA)       | 42è              |
| 105              | Fabian Lienhard (SUI)      | 84è              |
| 106              | Tobias Ludvigsson (SWE)    | 72è              |
| 107              | Arnaud Démare (FRA)        | 10è              |

| Ineos Grenadiers IGD | Ineos Grenadiers IGD         | Ineos Grenadiers IGD |
| -------------------- | ---------------------------- | -------------------- |
| Núm                  | Ciclista                     | Pos                  |
| 111                  | Dylan van Baarle (NED)       | 41è                  |
| 112                  | Jhonatan Narváez Prado (ECU) | DNF                  |
| 113                  | Luke Rowe (GBR)              | DNF                  |
| 114                  | Elia Viviani (ITA)           | 69è                  |
| 115                  | Ben Swift (GBR) (ruta)       | DNF                  |
| 116                  | Ben Turner (GBR)             | 28è                  |
| 117                  | Thomas Pidcock (GBR)         | 67è                  |

| Israel-Premier Tech IPT | Israel-Premier Tech IPT | Israel-Premier Tech IPT |
| ----------------------- | ----------------------- | ----------------------- |
| Núm                     | Ciclista                | Pos                     |
| 121                     | Sep Vanmarcke (BEL)     | 77è                     |
| 122                     | Hugo Houle (CAN)        | 55è                     |
| 123                     | Jenthe Biermans (BEL)   | DNF                     |
| 124                     | Matthias Brändle (AUT)  | DNF                     |
| 125                     | Itamar Einhorn (ISR)    | DNF                     |
| 126                     | Tom Van Asbroeck (BEL)  | NP                      |
| 127                     | Taj Jones (AUS)         | DNF                     |

| Movistar Team MOV | Movistar Team MOV                 | Movistar Team MOV |
| ----------------- | --------------------------------- | ----------------- |
| Núm               | Ciclista                          | Pos               |
| 131               | Alexander Aranburu Deba (ESP)     | 25è               |
| 132               | Iñigo Elosegui (ESP)              | DNF               |
| 133               | Imanol Erviti Ollo (ESP)          | 75è               |
| 134               | Iván García Cortina (ESP)         | 8è                |
| 135               | Mathias Norsgaard Jørgensen (DEN) | DNF               |
| 136               | Johan Jacobs (SUI)                | 44è               |
| 137               | Max Kanter (GER)                  | 43è               |

| BikeExchange-Jayco BEX | BikeExchange-Jayco BEX    | BikeExchange-Jayco BEX |
| ---------------------- | ------------------------- | ---------------------- |
| Núm                    | Ciclista                  | Pos                    |
| 141                    | Dylan Groenewegen (NED)   | DNF                    |
| 142                    | Sam Bewley (NZL)          | DNF                    |
| 143                    | Alexander Edmondson (AUS) | DNF                    |
| 144                    | Luke Durbridge (AUS)      | DNF                    |
| 145                    | Kelland O'Brien (AUS)     | DNF                    |
| 146                    | Alexander Konychev (ITA)  | 88è                    |
| 147                    | Luka Mezgec (SLO)         | 13è                    |

| Team DSM DSM | Team DSM DSM               | Team DSM DSM |
| ------------ | -------------------------- | ------------ |
| Núm          | Ciclista                   | Pos          |
| 151          | John Degenkolb (GER)       | 27è          |
| 152          | Niklas Märkl (GER)         | 82è          |
| 153          | Cees Bol (NED)             | DNF          |
| 154          | Kevin Vermaerke (USA)      | DNF          |
| 155          | Leon Heinschke (GER)       | DNF          |
| 156          | Nikias Arndt (GER)         | 82è          |
| 157          | Søren Kragh Andersen (DEN) | 5è           |

| Trek-Segafredo TFS | Trek-Segafredo TFS   | Trek-Segafredo TFS |
| ------------------ | -------------------- | ------------------ |
| Núm                | Ciclista             | Pos                |
| 161                | Jasper Stuyven (BEL) | 4t                 |
| 162                | Daan Hoole (NED)     | 99è                |
| 163                | Alex Kirsch (LUX)    | 40è                |
| 164                | Mads Pedersen (DEN)  | 7è                 |
| 165                | Quinn Simmons (USA)  | DNF                |
| 166                | Edward Theuns (BEL)  | 61è                |
| 167                | Otto Vergaerde (BEL) | 100è               |

| UAE Team Emirates UAD | UAE Team Emirates UAD                 | UAE Team Emirates UAD |
| --------------------- | ------------------------------------- | --------------------- |
| Núm                   | Ciclista                              | Pos                   |
| 171                   | Pascal Ackermann (GER)                | DNF                   |
| 172                   | Matteo Trentin (ITA)                  | 70è                   |
| 173                   | Mikkel Bjerg (DEN)                    | NP                    |
| 175                   | Maximiliano Richeze Araquistain (ARG) | DNF                   |
| 176                   | Oliviero Troia (ITA)                  | DNF                   |
| 177                   | Rui Oliveira (POR)                    | 56è                   |

| Alpecin-Fenix AFC | Alpecin-Fenix AFC              | Alpecin-Fenix AFC |
| ----------------- | ------------------------------ | ----------------- |
| Núm               | Ciclista                       | Pos               |
| 181               | Tim Merlier (BEL)              | 6è                |
| 182               | Jasper Philipsen (BEL)         | 21è               |
| 183               | Maurice Ballerstedt (GER)      | DNF               |
| 184               | Jonas Rickaert (BEL)           | DNF               |
| 185               | Guillaume Van Keirsbulck (BEL) | DNF               |
| 186               | Gianni Vermeersch (BEL)        | 46è               |
| 187               | Silvan Dillier (SUI) (ruta)    | 57è               |

| TotalEnergies TEN | TotalEnergies TEN          | TotalEnergies TEN |
| ----------------- | -------------------------- | ----------------- |
| Núm               | Ciclista                   | Pos               |
| 191               | Peter Sagan (SVK) (ruta)   | DNF               |
| 192               | Edvald Boasson Hagen (NOR) | 92è               |
| 193               | Maciej Bodnar (POL)        | 104è              |
| 194               | Daniel Oss (ITA)           | DNF               |
| 195               | Niki Terpstra (NED)        | 71è               |
| 196               | Anthony Turgis (FRA)       | 26è               |
| 197               | Dries Van Gestel (BEL)     | 3r                |

| B&B Hotels-KTM BBK | B&B Hotels-KTM BBK     | B&B Hotels-KTM BBK |
| ------------------ | ---------------------- | ------------------ |
| Núm                | Ciclista               | Pos                |
| 201                | Jens Debusschere (BEL) |                    |
| 202                | Pierre Barbier (FRA)   | 83è                |
| 203                | Quentin Jauregui (FRA) | DNF                |
| 204                | Cyril Lemoine (FRA)    | DNF                |
| 205                | Julien Morice (FRA)    | 94è                |
| 206                | Luca Mozzato (ITA)     | 74è                |
| 207                | Jordi Warlop (BEL)     | DNF                |

| Bardiani CSF Faizanè BCF | Bardiani CSF Faizanè BCF | Bardiani CSF Faizanè BCF |
| ------------------------ | ------------------------ | ------------------------ |
| Núm                      | Ciclista                 | Pos                      |
| 211                      | Luca Colnaghi (ITA)      | DNF                      |
| 212                      | Filippo Fiorelli (ITA)   | 73è                      |
| 213                      | Enrico Battaglin (ITA)   | DNF                      |
| 214                      | Sacha Modolo (ITA)       | 102è                     |
| 215                      | Alessandro Tonelli (ITA) | DNF                      |
| 216                      | Enrico Zanoncello (ITA)  | DNF                      |
| 217                      | Samuele Zoccarato (ITA)  | DNF                      |

| Bingoal Pauwels Sauces WB BWB | Bingoal Pauwels Sauces WB BWB | Bingoal Pauwels Sauces WB BWB |
| ----------------------------- | ----------------------------- | ----------------------------- |
| Núm                           | Ciclista                      | Pos                           |
| 221                           | Timothy Dupont (BEL)          | DNF                           |
| 222                           | Stanisław Aniołkowski (POL)   | 63è                           |
| 223                           | Arjen Livyns (BEL)            | 18è                           |
| 224                           | Mathijs Paasschens (NED)      | 105è                          |
| 225                           | Ludovic Robeet (BEL)          | DNF                           |
| 226                           | Dimitri Peyskens (BEL)        | DNF                           |
| 227                           | Laurenz Rex (BEL)             | 16è                           |

| Sport Vlaanderen-Baloise SVB | Sport Vlaanderen-Baloise SVB | Sport Vlaanderen-Baloise SVB |
| ---------------------------- | ---------------------------- | ---------------------------- |
| Núm                          | Ciclista                     | Pos                          |
| 231                          | Lindsay De Vylder (BEL)      | 54è                          |
| 232                          | Vito Braet (BEL)             | 103è                         |
| 233                          | Alex Colman (BEL)            | DNF                          |
| 234                          | Robbe Ghys (BEL)             | 15è                          |
| 235                          | Arne Marit (BEL)             | 80è                          |
| 236                          | Milan Fretin (BEL)           | DNF                          |
| 237                          | Kenneth Van Rooy (BEL)       | 53è                          |

| Uno-X Pro Cycling Team UXT | Uno-X Pro Cycling Team UXT   | Uno-X Pro Cycling Team UXT |
| -------------------------- | ---------------------------- | -------------------------- |
| Núm                        | Ciclista                     | Pos                        |
| 241                        | Kristoffer Halvorsen (NOR)   | 86è                        |
| 242                        | Lasse Norman Hansen (DEN)    | DNF                        |
| 243                        | Erik Nordsæter Resell (NOR)  | DNF                        |
| 244                        | Lars Saugstad (NOR)          | 93è                        |
| 245                        | Anders Skaarseth (NOR)       | 29è                        |
| 246                        | Rasmus Tiller (NOR)          | 30è                        |
| 247                        | Martin Bugge Urianstad (NOR) | DNF                        |